# 2-je Bukriejewo
2-je Bukriejewo, także Wtoroje Bukriejewo (ros. 2-е Букреево, Второе Букреево) – wieś (ros. деревня, trb. dieriewnia) w zachodniej Rosji, w sielsowiecie lebiażenskim rejonu kurskiego w obwodzie kurskim.

## Geografia
Miejscowość położona jest nad rzeką Młodać (lewy dopływ Sejmu), 5 km od centrum administracyjnego sielsowietu (Czeriomuszki), 14 km na południowy wschód od Kurska, 10,5 km od trasy europejskiej E38 (Ukraina – Rosja – Kazachstan).
We wsi znajdują się 33 posesje.
Klimat
Miejscowość, jak i cały rejon, znajduje się w strefie klimatu kontynentalnego z łagodnym ciepłym latem i równomiernie rozłożonymi opadami rocznymi (Dfb w klasyfikacji klimatów Köppena).

## Demografia
W 2010 r. wieś zamieszkiwało 46 osób.